# خرگوش استنفورد

یک نمونه از رندر خرگوش استنفورد

خرگوش استنفورد یک مدل کامپیوتری سه بعدی است که برای آزمایش الگوریتم‌های گرافیکی توسط گرگ تورک و مارک لیوی در سال ۱۹۹۴ در دانشگاه استنفورد ساخته شده است. این مدل در فرمت‌های مختلف قابل دانلود کردن می‌باشد.
خرگوش استنفورد داده ای شامل ۶۹۵۴۵۱ مثلث است که توسط اسکن سه بعدی از مجسمه یک خرگوش سرامیکی ایجاد شده است. این داده می‌تواند برای آزمایش کردن الگوریتم‌های مختلف گرافیکی مانند ساده‌سازی چند ضلعی‌ها، فشرده سازی، هموار کردن سطح و تعامل نور با محیط مورد استفاده قرار گیرد.
با استانداردهای امروزی در پیچیدگی هندسی و تعداد مثلث‌ها، این مدل، مدلی ساده تلقی می‌شود. داده خرگوش استنفورد دارای اشکالاتی می‌باشد که به دلیل استفاده از اسکنر سه بعدی به وجود آمده و اجتناب ناپذیرند. این اشکالات شامل وجود سوراخ در منیفلدهای متصل است که بعضاً به دلیل محدودیت‌های اسکن یا به دلیل خالی بودن بخش‌هایی از شی واقعی ایجاد شده است. با وجود همه این ایرادات، این مدل دادهٔ ورودی واقعی تری را برای الگوریتم‌ها فراهم می‌کند.
ابن مدل ابتداً به صورت فایل (ply (polygon. در چهار کیفیت مختلف که ۶۹۵۴۱ چند ضلعی بالاترین آنهاست، در دسترس همه بوده است.